# Creagra dealbata
Creagra dealbata är en fjärilsart som beskrevs av Herrich-Schäffer 1854. Creagra dealbata ingår i släktet Creagra och familjen tofsspinnare. Inga underarter finns listade i Catalogue of Life.